# 埼玉県立庄和高等学校
埼玉県立庄和高等学校（さいたまけんりつ しょうわこうとうがっこう）は、埼玉県春日部市金崎にある公立高等学校。全日制普通科の男女共学校である。

## 概要
庄和総合公園の隣りに位置している。
50分・6時間授業。1年次の英語、1・2年次の数学は習熟度別授業となる。また、1・2年次では週2～3回程度、朝のホームルームの時間を利用して5分間の朝学習を行っている。
1・2年次は少人数クラスを展開していて、本来の5クラス編成を6クラスで編成して、1クラス33名程度で編成される。
3年次で文系、理系に分かれる。

## 沿革
- 1980年4月1日 - 北葛飾郡庄和町に男女共学校として設立
- 2005年10月1日 - 庄和町が春日部市に統合されたため、本校の所在地が春日部市となる
- 2018年3月 - オーストラリア・クイーンズランド州「メリーボロー州立高校」と姉妹校協定を締結
- 2018年4月20日 - 台湾「新北市立丹鳳高級中学校」と姉妹校協定を締結

## 校訓
「夢　飛揚」

## 制服
2023年まで、男子が黒の学ラン、女子が紺のブレザー。それ以来、男女ともに制服がブレザー。

## 進路
例年、卒業生の4割が専門学校、3割が大学へ進学している。就職は1割程度。

## 学校行事
ロードレース大会は男女とも同じ距離で、スタート・ゴールは本校の校庭で、江戸川の土手をメインに11.8km走る。
2014年までは沖縄県へ修学旅行に行くことが多かったが、2015年から2019年の修学旅行は、3泊4日で海外の台湾に行っている。

本校では高校時代に海外での滞在を経験や同世代外国人との交流を体験を通し、国際理解を深めることは将来的にも極めて有用であると捉え、海外への修学旅行を実施している。

## 国際交流
- 2018年3月からオーストラリアクイーンズランド州フレーザーコースト市の「メリーボロー州立高校」と姉妹校協定を締結しており、2018年にはメリーボロー州立高校の生徒19名と教職員5名が来校し、2019年の夏休みには本校の生徒10名が12泊13日でオーストラリア短期研修へ参加した。
- 2018年4月から台湾の「新北市立丹鳳高級中学校」と姉妹校協定を締結しており、交流がある。

## 部活動
- 運動部

陸上部、野球部、サッカー部（男女）、ソフトテニス部（男女）、バスケットボール部（男女）、バドミントン部、ソフトボール部、卓球部、クライミング部、バレーボール部（女子）
- 文化部

吹奏楽部、合唱部、美術部、日本文化部、家庭福祉部、コミックアート部、放送部、演劇部

## 最寄駅
- 東武野田線「南桜井駅」より徒歩20～25分。
- 東武伊勢崎線・東武野田線「春日部駅」東口より朝日バス「関宿中央ターミナル行き」に乗車し「辻橋」バス停下車、徒歩約8分（乗車時間約20分）。
- 春日部市コミュニティバス「春バス」に乗車し、「庄和高校」バス停下車（乗車時間約11分）。

## 著名な卒業生
- 佐藤純(ファッションモデル)
- そめやゆきこ（タレント）
- 菅沼実（プロサッカー選手）